# Gojko Cimirot
Gojko Cimirot (Trebinje, 19 de diciembre de 1992) es un futbolista bosnio que juega de mediocampista e integra el plantel del F. K. Sarajevo de la Liga Premier de Bosnia y Herzegovina.

## Selección nacional
Ha sido internacional con la selección de Bosnia y Herzegovina en 48 ocasiones.

## Clubes
| Club                         | País                 | Año           | Partidos | Goles |
| ---------------------------- | -------------------- | ------------- | -------- | ----- |
| F. K. Leotar Trebinje        | Bosnia y Herzegovina | 2009-2010     | 1        | 0     |
| F. K. Mladost Gacko (cedido) | Bosnia y Herzegovina | 2010-2011     |          |       |
| F. K. Leotar Trebinje        | Bosnia y Herzegovina | 2011-2013     | 46       | 3     |
| F. K. Sarajevo               | Bosnia y Herzegovina | 2013-2016     | 74       | 0     |
| PAOK de Salónica F. C.       | Grecia               | 2016-2017     | 97       | 2     |
| Standard de Lieja            | Bélgica              | 2018-2023     | 201      | 2     |
| Al-Fayha F. C.               | Arabia Saudita       | 2023-2025     | 60       | 0     |
| F. K. Sarajevo               | Bosnia y Herzegovina | 2025-presente |          |       |

## Palmarés

### Títulos nacionales
| Título                       | Club                   | País                 | Año     |
| ---------------------------- | ---------------------- | -------------------- | ------- |
| Copa de Bosnia y Herzegovina | F. K. Sarajevo         | Bosnia y Herzegovina | 2013-14 |
| Premijer Liga                | F. K. Sarajevo         | Bosnia y Herzegovina | 2014-15 |
| Copa de Grecia               | PAOK de Salónica F. C. | Grecia               | 2016-17 |
| Copa de Bélgica              | Standard de Lieja      | Bélgica              | 2017-18 |